# The Serenity of Suffering
The Serenity of Suffering es el duodécimo álbum de la banda de nu metal, Korn. Fue lanzado el 21 de octubre de 2016. De acuerdo con el guitarrista Brian Welch, el álbum es "más pesado que nadie nos ha escuchado en mucho tiempo" y contiene su música más intensa en mucho tiempo vocalmente.
El 22 de julio de 2016, se publicó el primer video musical del álbum, con la canción Rotting in Vain, con Tommy Flanagan como actor.

## Lista de canciones
| N.º | Título                                             | Duración |  |
| 1.  | «Insane»                                           | 3:50     |  |
| 2.  | «Rotting in Vain»                                  | 3:31     |  |
| 3.  | «Black Is the Soul»                                | 4:01     |  |
| 4.  | «The Hating»                                       | 4:22     |  |
| 5.  | «A Different World» (con Corey Taylor de Slipknot) | 3:20     |  |
| 6.  | «Take Me»                                          | 3:00     |  |
| 7.  | «Everything Falls Apart»                           | 4:17     |  |
| 8.  | «Die Yet Another Night»                            | 4:28     |  |
| 9.  | «When You're Not There»                            | 3:24     |  |
| 10. | «Next in Line»                                     | 3:28     |  |
| 11. | «Please Come for Me»                               | 2:53     |  |
| 12. | «Baby (Bonus Track)»                               |          |  |
| 13. | «Calling Me Too Soon (Bonus Track)»                |          |  |

| Deluxe edition |                                     |          |  |
| N.º            | Título                              | Duración |  |
| 14.            | «Out Of You (Japanese Bonus Track)» | 3:29     |  |

## Créditos
Korn
- Jonathan Davis – voz, teclados
- James "Munky" Shaffer – guitarra
- Brian "Head" Welch – guitarra
- Reginald "Fieldy" Arvizu – bajo
- Ray Luzier – batería

Músicos adicionales
- Corey Taylor – voz en "A Different World"
- Zach Baird - teclados en "Take Me"
- C-Minus - tocadiscos en "Insane", "Next In Line" y "Calling Me Too Soon"